# Pachygonidia caliginosa
Pachygonidia caliginosa là một loài bướm đêm thuộc họ Sphingidae. Loài này có ở Brasil, Bolivia và Venezuela.
Sải cánh dài khoảng 70 mm. Cánh trước tương tự cánh của Pachygonidia subhamata, but the apex is pointed. There are two median transverse pinkish-buff bands on the hindwing upperside.
Mỗi năm loài này có thể có nhiều thế hệ with one record từ tháng 3 in Brazil.